# Onschuldpresumptie
De onschuldpresumptie oftewel het vermoeden van onschuld (Latijn: praesumptio innocentiae) is een grondbeginsel van het strafrecht, dat bepaalt dat eenieder voor onschuldig dient te worden gehouden tot het tegendeel is bewezen.
De onschuldpresumptie wordt voorts uitdrukkelijk vermeld in artikel 6, lid 2 van het Europees Verdrag voor de Rechten van de Mens (EVRM):
Een ieder tegen wie een vervolging is ingesteld, wordt voor onschuldig gehouden totdat zijn schuld in rechte is komen vast te staan.
Ook in art. 14, lid 2 van het Internationaal verdrag inzake burgerrechten en politieke rechten (IVBPR) is een rechtsgrond te vinden voor het vermoeden van onschuld:
Een ieder die wegens een strafbaar feit wordt vervolgd wordt voor onschuldig gehouden, totdat zijn schuld volgens de wet is bewezen.
De onschuldpresumptie is in het EVRM geformuleerd als een recht van de verdachte, maar is in feite een procesrechtelijk beginsel dat normen stelt aan hoe de vervolgende instantie zich dient te gedragen.

## Praktische implicaties
Het vermoeden van onschuld is een juridisch vermoeden, en niet een feitelijk vermoeden. Dit houdt in dat men de verdachte niet juridisch mag behandelen alsof die reeds veroordeeld is. Feitelijk zal men (bijvoorbeeld de procureur) namelijk wel denken dat de verdachte schuldig is, maar dit mag zich niet vertalen naar een juridisch schuldvermoeden. In de praktijk impliceert dit bijvoorbeeld dat men de betrokkene steeds moet aanspreken met ofwel de beklaagde ofwel de verdachte ofwel de inverdenkinggestelde ofwel de beschuldigde naargelang de stand van de procedure en het statuut van de betrokkene, maar niet met bijvoorbeeld de schuldige.
Een onderzoeksrechter zal zo in een aanhoudingsbevel of huiszoekingsbevel sterk moeten letten op zijn taalgebruik. Hij mag er niet schrijven dat de verdachte wellicht schuldig is, maar dat er sterke aanwijzingen zijn die in die richting wijzen. Hij mag ook niet spreken over "bewijsmateriaal", maar over "ernstige aanwijzingen van schuld". Deze voorbeelden betreffen geen exhaustieve lijst van de praktische implicaties die het vermoeden van onschuld teweegbrengt. Een voorbeeld hiervan is de wraking van de onderzoeksrechter in het onderzoek naar Jeroen Piqueur in het kader van het faillissement van Optima Bank, die o.a. de woorden "gepleegde feiten" had gebruikt.
In juni 2025 heeft het Hof van Beroep van Gent in het dossier Optima veroordeeld tot 7.500 euro boete. Volgens het hof hadden zijn wrakingsverzoeken geen andere bedoeling dan de procedure stil te leggen.
Wordt er met het bovenstaande geen rekening gehouden, dan wordt het vermoeden van onschuld geschonden.